# 予想
予想（よそう、英: expectation, forecast, conjecture）とは、私たちが何かをするときに、意識的あるいは無意識的に、先の見通しについて想い描くことである。辞書的な意味としては、「未来のことについて、あらかじめ見当をつけること」、「まだわからないことを想像すること。」とされているが、これらも「先の見通しについて想い描くこと」の一つである。s66.

## 概説
古代ギリシャの哲学者ヘラクレイトスは、
予想しなければ予想外のものは見いだせないだろう。それはそのままでは捉えがたく、見いだしがたいものなのだから。
と述べたという。
私たちは何かをするにしても先の見通しがなければうまくできないし、ただ漠然と自分の未来について思い巡らしているときも予想している。このように予想というものは私たちの日常茶飯事のものであって、私たちはいつも予想ができるだけ当たるように努力してる。予想とは、未来のことについて、あらかじめ見当をつけることである。予想したとおりのことが起きた場合、「予想が当たった」などと言う。予想どおりのことが起きないことを「予想外」と言う。

## 法則性と予想
私たちは経験を積むに従ってだんだんと予想が当たるようになる。私たちが一度その問題や対象に対する性質をつかんでしまうと、他人からは魔法と思われるように見事に予想が当たるようになる。古代の日食の予言等はいつもそのようにして行われた。これは経験を積むに従ってその問題・対象の法則性をよく理解するようになるからで、これは私たちの意志とは独立にその問題・対象の変化・発展の法則性があることを示している。私たちがその法則性の認識を深めるにつれて確かな予想を立てることができる。このようなことは自然科学だけに限られることではない。このことは、元来、予想というものの基礎が客観的なものであって、たんなる「当てずっぽう」ではないということを意味している。

## 無意味な予想
その対象自身が必然的な法則性を持たない場合、予想は元来無意味であり、当てずっぽうにならざるをえない。たとえば「どの宝くじが当たるか」という問題がそのような対象であり、もし「どの宝くじが当たるか」を予想できるとしたら、それは「宝くじ」ではない。このように「無意味な予想」というものも明確に区別する必要がある。

## 予想と事実
予想は、問題・対象の性質を理解することで成り立つのであるから、その問題に関係あるさまざまな事実をもとにして、その問題の性質を調べなくてはならない。このことは多くの場合、無意識的であるにしろ、誰がどんな予想を立てるときでも行っている認識活動である。
私たちが予想を誤るのは、無意識のうちに対象に持っていた先入観が誤りだった場合や、問題や対象自体の表向きの現象と本質が異なる場合である。たとえば、私たちには太陽が毎日地球の周りを一周しているように見えるが、それをそのまま「事実」とするならそれは誤りである。これは歴史上長くみられた誤りであるが、それは何も錯覚によるものではなく、私たちが地球上で生活して太陽を観察している事実によるのであって、対象と自分の両方に誤りに陥る要素があるのである。
私たちは世界や日本社会の断片的事実を目で見たり人から聞いたりして知ることはできるが、社会全体の仕組みやその本質を直接見ることはできない。1つ1つの事実は直ちにそれが社会ではないからである。天文学者が知る事実は地球から見た一面的な情報なのであって、それがそのまま宇宙の構造を見せているわけではない。原子の存在も直接をそれを見て知ったわけではない。
私たちが、直接認識不可能な「社会全体」、「宇宙の構造」、「原子の存在」などを認識するようになったのは、予想を立てて調べていくことによって初めて明らかになったのである。

## 科学教育における予想
仮説実験授業では、与えられた問題に対して必ずあらかじめ予想を立てさせる。予想のない実験や観察は単なる作業でしかなく、私たちに認識をもたらさない。対象に対する予想を持つことによって、初めて私たちは「目的意識的に対象を見る」ことができ、実験結果によって対象への認識を新たにできる。

## 数学における予想
数学においては「予想」(conjecture) という語は、真であると思われてはいるが、いまだに真であるとも偽であるとも証明されていない命題を指す。例としては、リーマン予想、ゴールドバッハの予想、P≠NP予想がある。
予想がもし真であると証明されれば定理となり、さらに他の命題の証明に利用できることになる。予想からさらに他の予想を導くこともしばしば行われる。
証明されてもなお「予想」のまま呼ばれる定理もあり、例としてはポアンカレ予想やフェルマー予想、ヴェイユ予想がある。
逆に偽であることが証明されたものとしては、オイラー予想、ポリア予想等がある。

## 申し込み
予測は、将来の状況の推定が有用な幅広い分野で応用されている。地域によって精度はかなり異なる 予測内容に関連する要因が既知であり、よく理解されており、使用できるデータが大量にある場合、最終的な値は予測値に近くなる可能性が高い。そうでない場合、あるいは予測が実際の結果に影響を与える場合、予測の信頼性は著しく低下する可能性がある。
気候変動とエネルギー価格の高騰により、建築物にエゲインフォーキャストを使用するようになったこれは、建物の暖房に必要なエネルギーを削減し、温室効果ガスの排出を削減する試みである。予測は、製造・流通企業の日常業務における消費者需要の計画に使用される。
効率的市場仮説の発動により、実際の株式リターンの予測の妥当性については議論があるが、一般的な経済動向の予測は一般的である。このような分析は、非営利団体と営利目的の民間機関の両方によって提供されている。
予想市場は、賭け市場、情報市場、決定市場、アイデア先物、イベント・デリバティブなどとも呼ばれ、金銭的インセンティブを利用して特定の結果を予想するオープンな市場である。様々な出来事の結果に賭けて取引するために作られた株式市場である。市場価格は、群衆がその事象の確率をどの程度と考えているかを示しているかもしれない。予測市場における典型的な契約は、0～100％の間で取引されるように設計されている。予測市場の最も一般的な形式は、0または100％の価格で有効期限が切れるバイナリーオプション市場です。